# Francesco Antonioli
Francesco Antonioli est un footballeur italien né le 14 septembre 1969 à Monza en Italie. Il évoluait au poste de gardien de but.

## Biographie
Formé au Milan AC, il a principalement joué pour Bologne, l'AS Rome et la Sampdoria de Gênes. Il a remporté deux scudetto avec Milan et un avec Rome. 
Antonioli ne possède aucune sélection en équipe d'Italie. Cependant, il avait été retenu comme 3e gardien de la Squadra Azzurra lors de l'Euro 2000, derrière Francesco Toldo et Christian Abbiati. En 1992, il fait partie de l'équipe qui a remporté le Championnat d'Europe de football espoirs.

## Palmarès
- Champion d'Italie en 1992 et 1993 avec le Milan AC, en 2001 avec l'AS Rome
- Vainqueur du Championnat d'Europe de football espoirs 1992 avec l'équipe d'Italie
- Finaliste de l'Euro 2000 avec l'équipe d'Italie (ne joue aucun match lors du tournoi).